# Tisovský vrch
Tisovský vrch är ett berg i Tjeckien.   Det ligger i regionen Karlovy Vary, i den västra delen av landet, 120 km väster om huvudstaden Prag. Toppen på Tisovský vrch är 976 meter över havet.
Terrängen runt Tisovský vrch är kuperad åt sydost, men åt nordväst är den platt.Runt Tisovský vrch är det ganska tätbefolkat, med 248 invånare per kvadratkilometer. Närmaste större samhälle är Karlovy Vary, 16,1 km sydost om Tisovský vrch. I omgivningarna runt Tisovský vrch växer i huvudsak blandskog.